# Trias nana
Trias nana är en orkidéart som beskrevs av Gunnar Seidenfaden. Trias nana ingår i släktet Trias och familjen orkidéer. Inga underarter finns listade i Catalogue of Life.